# Diethard Aschoff
Diethard Aschoff (* 7. März 1937 in Frankfurt am Main; † 6. Dezember 2021) war ein deutscher Historiker, Theologe und Judaist. Er war Honorarprofessor an der Universität Münster und Mitarbeiter am dortigen Institutum Judaicum Delitzschianum. Sein Forschungsschwerpunkt war die jüdische Geschichte Westfalens.

## Leben
Diethard Aschoff studierte von 1957 bis 1964 Latein, Geschichte und evangelische Theologie in München und Heidelberg und wurde 1958 Mitglied der christlichen Studentenverbindung Heidelberger Wingolf. Er wurde 1971 zu einem Thema aus der Patristik promoviert. Aus diesem Bereich stammen auch zwei von ihm bearbeitete lateinische Editionen im Corpus Christianorum. Seit 1973 war er Mitarbeiter der Germania Judaica an der Hebräischen Universität in Jerusalem. Von 1972 bis 1976 war er wissenschaftlicher Assistent im Bereich mittelalterlicher Geschichte in Heidelberg, anschließend von 1976 bis 1993 im Schuldienst tätig.
1978 erhielt er einen Lehrauftrag zur Geschichte des Judentums an der Universität Münster. In Münster wurde er 1990 Honorarprofessor. Seit 1993 gehörte er dem  Institutum Judaicum Delitzschianum an, zuständig war er dort hauptsächlich für die jüdische Geschichte in Westfalen. Im Jahr 2002 wurde er emeritiert.
Aschoff war seit 1986 ordentliches Mitglied der Historischen Kommission für Westfalen, im gleichen Jahr erhielt er auf Vorschlag der Historischen Kommission das LWL-Arbeitsstipendium. Er war Herausgeber der Reihen Westfalia Judaica und Geschichte und Leben der Juden in Westfalen. Er selbst gab in der Reihe Westfalia Judaica drei Quelleneditionen heraus. Zur jüdischen Geschichte veröffentlichte er mehr als 350 Beiträge.

## Schriften (Auswahl)
- als Hrsg.: Anonymi contra philosophos. Brepols, Turnhout 1975.
- Juden in Westfalen. Landschaftsverband Westfalen-Lippe 1989.
- als Hrsg.: Fritz Ernst: Im Schatten des Diktators. Rückblick eines Heidelberger Historikers auf die NS-Zeit. Manutius, Heidelberg 1996.
- Quellen und Regesten zur Geschichte der Juden in der Stadt Münster 1530-1650/1662 (Westfalia Judaica III). LIT, Münster/Hamburg/London 2000.
- Geschichte der Juden in Westfalen im Mittelalter. LIT, Berlin 2006.
- mit Hermann Terhalle und Volker Tschuschke: Studien zur Geschichte des Westmünsterlandes III. Heimatverein Vreden, Vreden 2007.
- Die Judengutachten im heutigen Kreis Borken in frühpreußischer Zeit und ihr Umfeld. Rehms Druck GmbH, Borken 2012.